# NHK函館放送局
NHK函館放送局（エヌエイチケイはこだてほうそうきょく）は、北海道の渡島管内と檜山管内を放送対象地域とする日本放送協会（NHK）の地域放送局。総合テレビとラジオ第1放送・FM放送で地域放送を行っている。

## 放送局概要
- 所在地：函館市千歳町13-1（郵便番号040-8680）

放送対象地域のうち、渡島総合振興局北部の森町、八雲町には函館放送局管轄の総合テレビ単独の中継局（アナログ放送）が設置されている。
ただ、これらの地域で地上デジタル放送が開局する際には、函館放送局の電波が室蘭市測量山に向いているUHFアンテナでそのままで受信できるよう、室蘭市測量山にNHK単独の「渡島中継局」として函館放送局のデジタル総合テレビ中継局が設置された。ただし、アナログ総合テレビとは異なり、受信範囲を渡島地方に収まるようにするため送信アンテナに指向性が掛けられるが、送信アンテナの性質上、物理的には長万部町に隣接する後志管内黒松内町や胆振管内豊浦町、送信所に近い室蘭市の一部地域でも受信可能となっている。
総合テレビは道内では札幌局に次いで2局目、教育テレビは道内最初、全国でも東京、大阪に次いで3局目に開局した。
2014年、亀田ラジオ放送所敷地内に簡易の中継設備などを備えた「亀田報道拠点」を新たに建設した。同年5月以降から本格的に運用。
近年道内のNHKでは合理化が進められており、アナウンサーが1人だけの体制にされたばかりでなく、放送局でありながら営業部が廃止された。函館局には代替組織として「札幌放送局営業推進部北海道南営業センター」が置かれ、自局管内の渡島・檜山全域を受け持っている。
2022年春より北海道7局がそれぞれ担当するローカル枠の放送エリアを再編し、関係局の業務と体制の大幅な見直しを更に進める方針となった。ただし、函館放送局に関しては、道南の放送拠点として、ローカル枠の放送エリアはそのままに放送時間を拡大、アナウンサーの配置も2人になるなど、一時期の合理化に伴う削減からは揺り戻された形となった。また、2023年4月1日にNHK札幌放送局から北海道南営業センターが本局に移管される予定で、函館局が管轄する営業部に相当する機能も復活する見込み。

### 新放送会館計画
現在のNHK函館放送会館は1965年竣工と築55年以上が経過しており放送会館の老朽化が進んだほか、かつ函館市が定めるハザードマップ上の浸水地域であるため、新放送会館への移転を検討していたが、このほど現会館より北に約5.3km離れた函館市美原4-3-13のコープさっぽろ赤川店跡地（同じ美原にある札幌テレビ放送（STV）函館放送局から東へ約1km）に移転することになり、コープさっぽろの関係会社であるシーズ協同不動産より同敷地3,275.08㎡を取得。2021年3月22日に引き渡された。
計画では2021年度中に基本計画を策定し、2022年度に函館蔦屋書店も設計した梓設計により実施設計。2023年度に着工、2025年度の運用開始を目指している。
平成以降では北海道内のNHK放送局の新放送会館移転は、2021年6月のNHK札幌放送局以来2局目となる。

## チャンネル・周波数

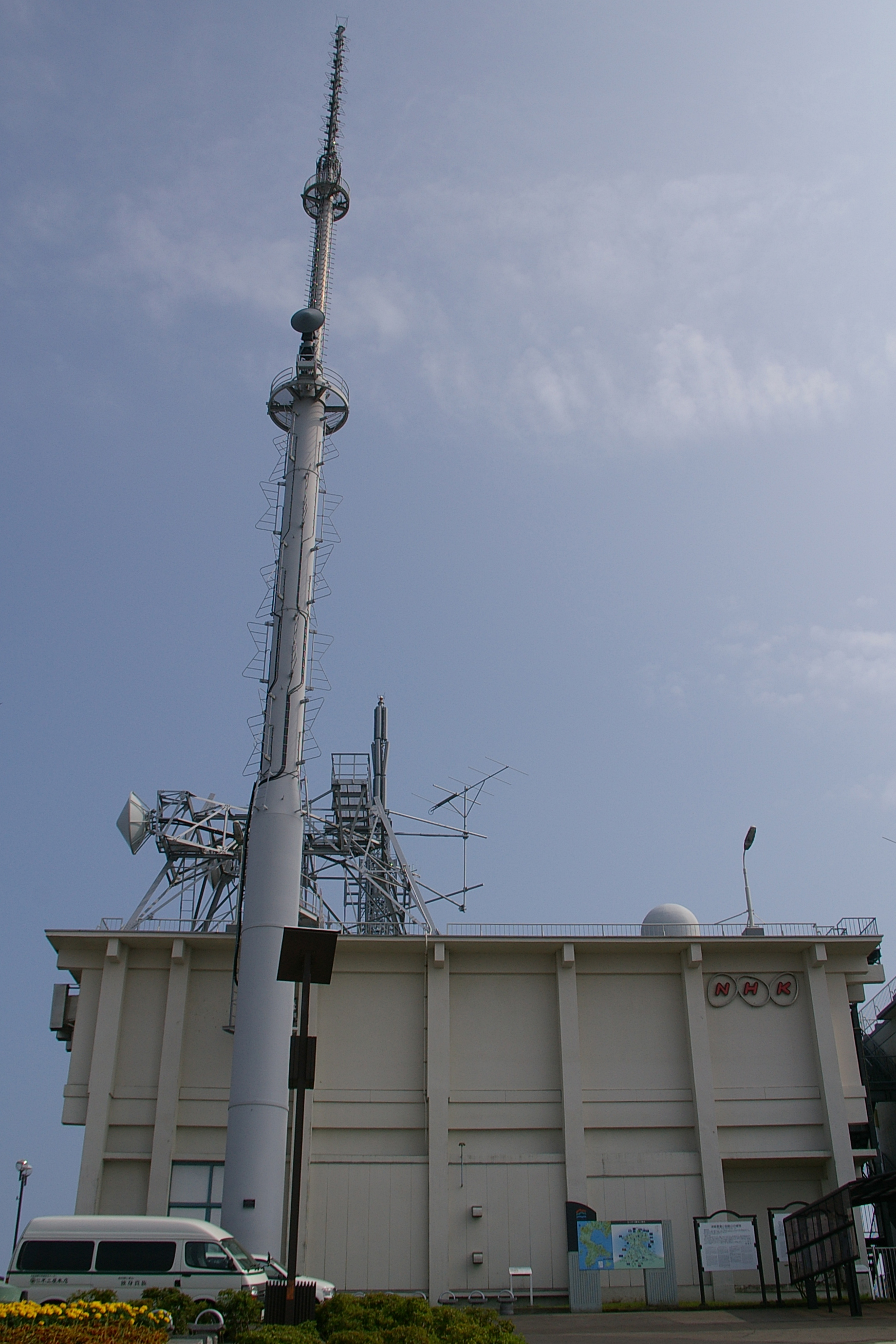
函館山テレビ放送所

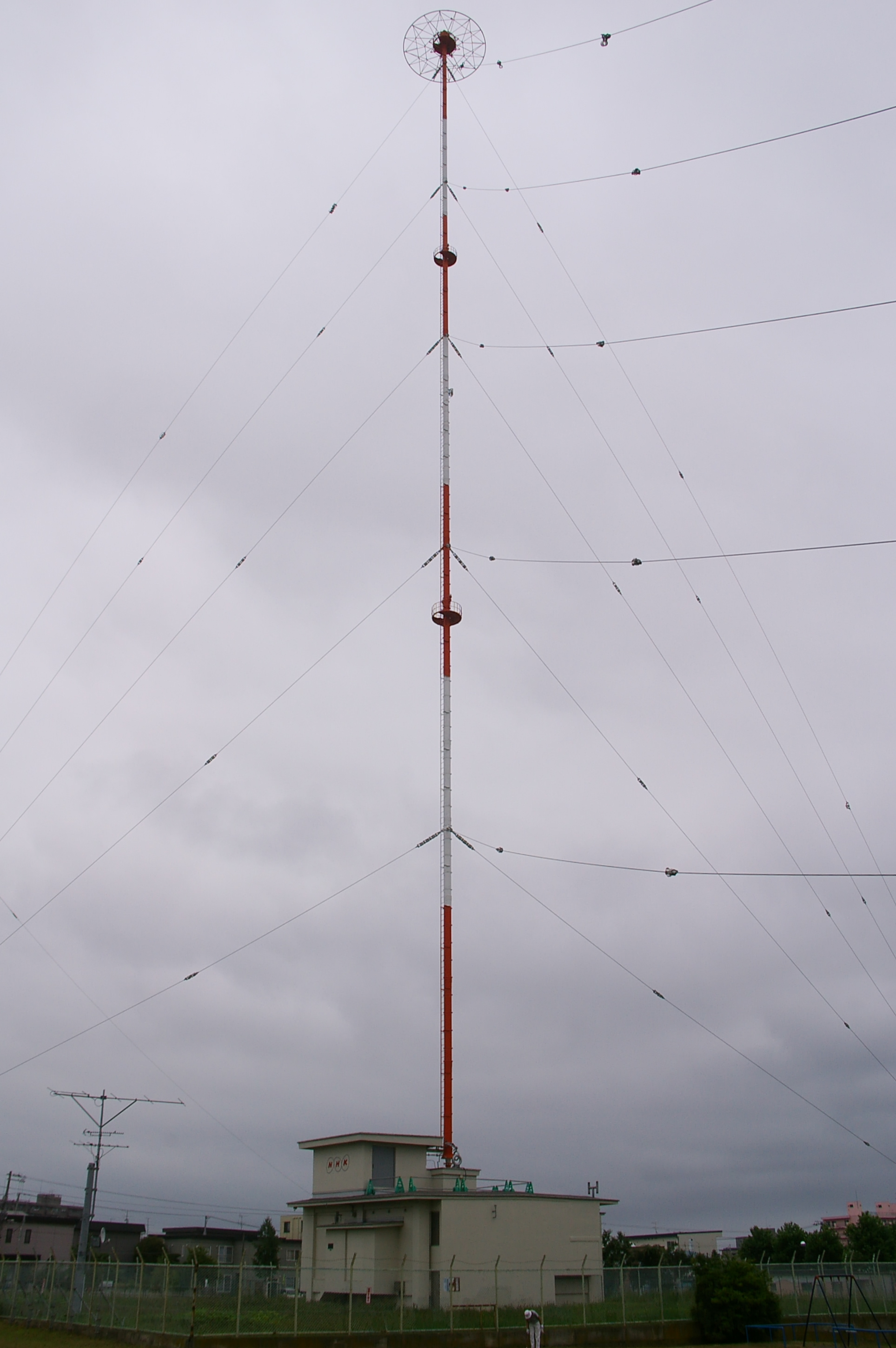
亀田ラジオ放送所

- テレビ（総合・教育）・ラジオ(FM)送信所：函館市函館山山頂（函館山テレビ放送所）
- ラジオ（第1・第2）送信所：函館市富岡町3丁目（亀田ラジオ放送所）

### デジタルテレビ放送
地上デジタル放送にもコールサインが付与されたため、函館送信所は函館放送局の親局となる。

2007年8月30日13時に試験放送開始。10月1日より函館送信所と渡島中継局で本放送開始。
- 函館 既存の施設をそのまま使用。指向性が掛けられている。
  - 総合テレビ（JOVK-DTV）：18ch 出力1kW（リモコンキーID：「3」）
  - 教育テレビ（JOVB-DTV）：14ch 出力1kW（リモコンキーID：「2」）

- 渡島中継局（室蘭市測量山）既存の室蘭放送局アナログテレビ・FM放送の施設をそのまま使用。
  - 総合テレビ 29ch 出力500W
    - 開局当初は18chで放送されていたが、受信状況改善のため2013年8月19日から10月15日にかけて物理チャンネルの変更作業が行われ、現在のチャンネルとなっている[14]。

  - 渡島中継局は、松江放送局アナログテレビ・FM送信所（枕木山）に併設されている鳥取放送局米子総合テレビ中継局、岡山放送局テレビ・FM送信所（金甲山）に併設されている高松放送局北讃岐中継局と同様の区域外送信となる。
  - 指向性が掛けられていない室蘭放送局のデジタル教育テレビと民放各局（室蘭局送出）は、渡島中継局に向いているアンテナで受信可能。

その他の中継局
- 大沼 総合40ch 教育42ch 出力3W 2008年11月17日開局
- 江差 総合31ch 教育13ch 出力10W 2008年12月19日開局
- 奥尻大成 総合18ch 教育14ch 出力10W 2008年12月25日開局
- 厚沢部 総合42ch 教育46ch 出力1W 2009年3月5日開局
- 江差新栄 総合43ch 教育48ch 出力0.1W 2009年12月1日開局
- 江差円山 総合43ch 教育48ch 出力0.05W 2009年12月1日開局
- 北桧山 総合45ch 教育42ch 出力10W 2009年12月1日開局
- 渡島福島 総合46ch 教育42ch 出力1W 2009年12月24日開局
- 白符 総合18ch 教育14ch 出力1W 2009年12月24日開局
- 今金住中 総合48ch 教育30ch 出力0.05W 2010年11月30日開局
- 松前 総合18ch 教育14ch 出力1W 2010年11月30日開局
- 知内小谷石 総合29ch 教育31ch 出力0.01W 2010年11月30日開局
- 江差鰔川 総合43ch 教育35ch 出力0.1W 2010年11月30日開局
- 函館蛾眉野 総合29ch 教育31ch 出力0.01W 2010年12月24日開局

※2010年12月24日の函館蛾眉野局の開局をもって渡島・檜山管内のデジタル中継局の整備が完了した。一方、アナログで開局している日浦局・古武井局・尻岸内局・札前局・江良局・江差南が丘局・椴法華局・森町局・八雲局はそれぞれ函館送信所、渡島中継局（室蘭市）、江差テレビ中継所、奥尻大成テレビ中継局および有線放送でカバーできるため、江良局は2010年11月15日をもって廃止（2011年4月26日の第1142回NHK経営委員会の資料より）となり、その他の中継局についても2011年7月24日をもって運用を終えた。

### アナログテレビ放送
※は、デジタル局が置局されないため2011年7月24日をもって運用を終えた中継局。

#### 総合テレビ（JOVK-TV）
- 函館 4ch 1kW（青森県の津軽半島及び下北半島の津軽海峡沿岸部でも受信可能だった。教育テレビも同様）

中継局
- 森 43ch 1W（総合テレビ単独）※
- 八雲 61ch 3W（総合テレビ単独）※
- 大沼 50ch 30W
- 戸井 43ch 1W※
- 日浦 51ch 10W
- 尻岸内 44ch 1W※
- 古武井 43ch 1W※
- 椴法華 32ch 1W※
- 函館蛾眉野 53ch 0.1W
- 渡島福島 55ch 10W（青森県中泊町小泊地区、外ヶ浜町三厩地区、今別町でも受信可能）
- 知内小谷石 45ch 0.1W
- 福島白符 41ch 10W
- 松前 9ch 3W
- 札前 52ch 3W※
- 江良 3ch 10W※
- 江差 9ch 10W
- 江差鰔川 42ch 0.1W
- 江差新栄 44ch 1W
- 江差円山 44ch 0.5W
- 江差南が丘 58ch 0.1W※
- 厚沢部 43ch 10W
- 奥尻大成 51ch 100W
- 北桧山 4ch 100W
- 今金住中 52ch 0.5W

#### 教育テレビ（JOVB-TV）
- 函館 10ch 1kW

中継局
- 大沼 48ch 30W
- 戸井 45ch 1W※
- 日浦 49ch 10W
- 尻岸内 46ch 1W※
- 古武井 45ch 1W※
- 椴法華 30ch 1W※
- 函館蛾眉野 57ch 0.1W
- 渡島福島 53ch 10W （青森県中泊町小泊地区、外ヶ浜町三厩地区、今別町でも受信可能）
- 知内小谷石 47ch 0.1W
- 福島白符43ch 10W
- 松前 2ch 3W
- 札前 50ch 3W※
- 江良 1ch 10W※
- 江差 2ch 10W
- 江差鰔川 34ch 0.1W
- 江差新栄 46ch 1W
- 江差円山 46ch 0.5W
- 江差南が丘 50ch 0.1W※
- 厚沢部 45ch 10W
- 奥尻大成 49ch 100W
- 北桧山 12ch 100W
- 今金住中 50ch 0.5W

### ラジオ第1放送（JOVK）
- 函館 周波数675kHz 出力5kW（青森県の津軽地方及び下北地方のほとんどの範囲で受信可能。ラジオ第2放送[注 1]も同様）

中継局
- 江差 792kHz 500W[注 2][注 3]
- 今金（北桧山） 1161kHz 100W
- 松前 1161kHz 100W

### ラジオ第2放送（JOVB）
- 函館 1467kHz 1kW

中継局
- 江差 1359kHz 100W（かつて、1955年11月から1957年12月まで、呼出符号JOVZを付与されていた）
- 今金（北桧山） 1539kHz 100W

### FM放送（JOVK-FM）
- 函館 87.0MHz 250W

中継局
- 日浦 83.6MHz 10W
- 渡島福島 84.2MHz 3W
- 松前 85.7MHz 10W
- 札前 84.7MHz 10W
- 江差 89.7MHz 100W
- 奥尻大成 84.3MHz 100W
- 北桧山 86.0MHz 100W

## 主な函館局制作番組

### 総合テレビ
- ほっとニュース函館（月曜 - 木曜 18:40 - 18:55 、金曜 18:40 - 19:00）
  - 金曜日のみ番組終了後、再び札幌局制作の『ほっとニュース北海道』に飛び乗らず全国ネットの『NHK NEWS 7』にステブレレスで接続されため、終了時のエンドクレジットで「また来週 制作著作｜NHK 函館」と表記される（月 - 木曜日は前述の理由もあり「つづいて札幌から」となる）。ただし、月 - 木曜も番組内容によっては『ほっとニュース北海道』の18:55 - 19:00枠を臨時非ネットとした上で19:00まで延長して放送する場合がある。その場合、「きょうは7時まで」とセットの前のところに設置される。

### テレビ
- イブニングネットワーク函館（月曜 - 金曜 18:45 - 19:00）
- はこだて630（金曜 18:30 - 19:00）
- 道南645（2007年度まで、月曜 - 木曜 18:45 - 19:00）
- 道南ニュースぱれっと（2007年度まで、金曜 18:30 - 19:00）
- まるごとニュース北海道 はこだて（2009年度まで、月曜 - 金曜 18:45 - 19:00）
- ネットワークニュース北海道 はこだて（2013年度まで、月曜 - 金曜 18:45 - 19:00）
- ウィークエンド道南（2009年度まで、金曜 15:55 - 16:00）
- ほっからんど函館（2009年度まで、月曜 - 金曜 11:50 - 11:54）
- つながる@道南（月曜 - 金曜 11:50 - 11:54 中間3分間全国の気象情報を挟み 11:57 - 12:00）

### ラジオ
- どどんと道南ラジオ （2012年度まで、毎週木曜 14:00 - 15:00）[注 4]
- 北海道まるごとラジオ 「どどんと道南」（不定期、木曜 17:00 - 18:00 全道ネット）

## アナウンサー・キャスター
2025年7月現在
| 氏名           | 前任地       | 担当番組                                                       |              |
| アナウンサー   | アナウンサー | アナウンサー                                                   | アナウンサー |
| -------------- | ------------ | -------------------------------------------------------------- | ------------ |
| 網秀一郎       | 秋田         | アナウンスグループ統括 ほっとニュース函館 （メインキャスター） |              |
| 河島康一       | 秋田         | ほっとニュース函館 （メインキャスター）                        |              |
| 契約キャスター |              |                                                                |              |
| 入内嶋舞       |              | ほっとニュース函館 （キャスター）                              |              |
| 堀若菜         | 釧路         | ほっとニュース函館 （キャスター）                              |              |
| 気象予報士     |              |                                                                |              |
| 丸山将         |              | ほっとニュース函館 （気象キャスター）                          |              |